# Krzepice

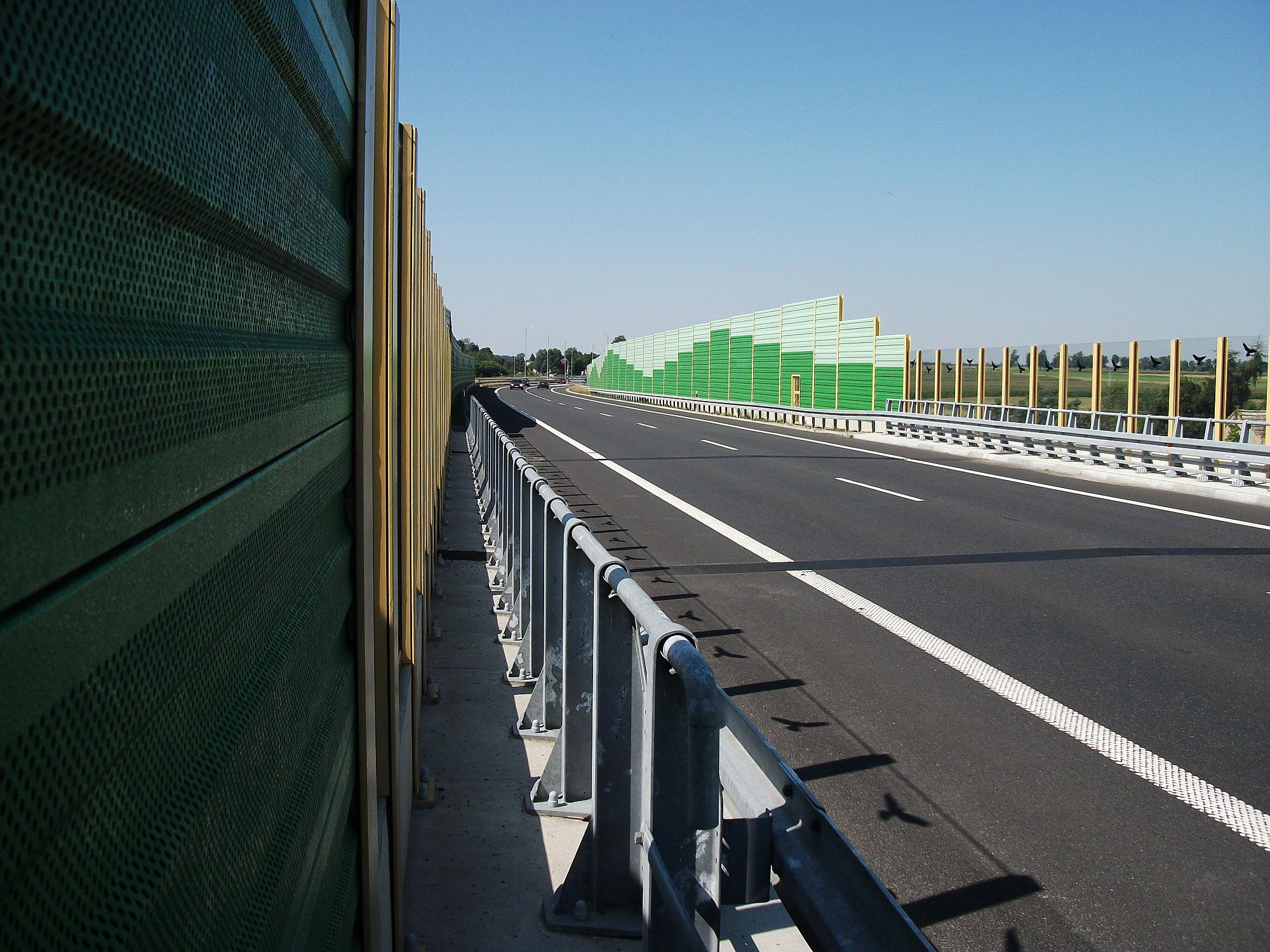
Bypass Krzepice - National Road 43 (Wieluń-Częstochowa)

Krzepice is een stad in het Poolse woiwodschap Silezië, gelegen in de powiat Kłobucki. De oppervlakte bedraagt 27,71 km², het inwonertal 4532 (2005).

## Verkeer en vervoer
- Station Krzepice